# Fiat S74
Fiat S74 a fost un automobil de curse conceput pentru competițiile de înaltă performanță din perioada pre-primului război mondial, introdus în 1911 și debutat în competiții în 1912.

## Istoric
La începutul secolului al XX-lea, Fiat utiliza competițiile auto ca platformă de validare a fiabilității și rezistenței mecanice. În contextul epocii, motoarele cu 4 cilindri în linie atingeau cilindree extreme (10–20 L). Competițiile au servit, de asemenea, ca o vitrină pentru tehnologia avansată a motoarelor Fiat. În acest context, echipa oficială Fiat a înscris în 1904 un automobil de curse echipat cu un motor de 14 litri, patru cilindri, capabil să dezvolte 75 CP, în cadrul Cupei Gordon Bennett – o competiție ce preceda cursele de tip „Grand Prix”. Pilotul acestui model a fost Vincenzo Lancia, viitorul fondator al companiei Lancia. Lancia participase anterior în 1903 la cursa Paris-Madrid, la două ediții ale Cupei Vanderbilt în Statele Unite și la mai multe curse de tip Grand Prix.
Cea mai notabilă performanță a modelului S74 a fost înregistrată la Grand Prix-ul Franței din 1912, când automobilul, deja cu un an vechime, s-a dovedit competitiv. Printre piloți s-a numărat David Bruce-Brown, care a condus mare parte din cursă, dar a fost descalificat pentru realimentarea în afara zonelor autorizate. Ralph DePalma, pilotând un alt S74, a suferit aceeași penalizare din cauza intervențiilor tehnice efectuate în afara perimetrului de pit-stop. Locul întâi a fost câștigat de Georges Boillot cu un Peugeot, urmat de Louis Wagner pe un Fiat S74.

## Exemplare existente
Un singur exemplar operabil este deținut de colectorul George Wingard (Oregon, SUA). Acesta participă periodic la evenimente clasice precum:
- Rolex Monterey Motorsport Reunion (Circuit Laguna Seca);
- Goodwood Festival of Speed (Regatul Unit).

## Galerie

Galerie Fiat S74
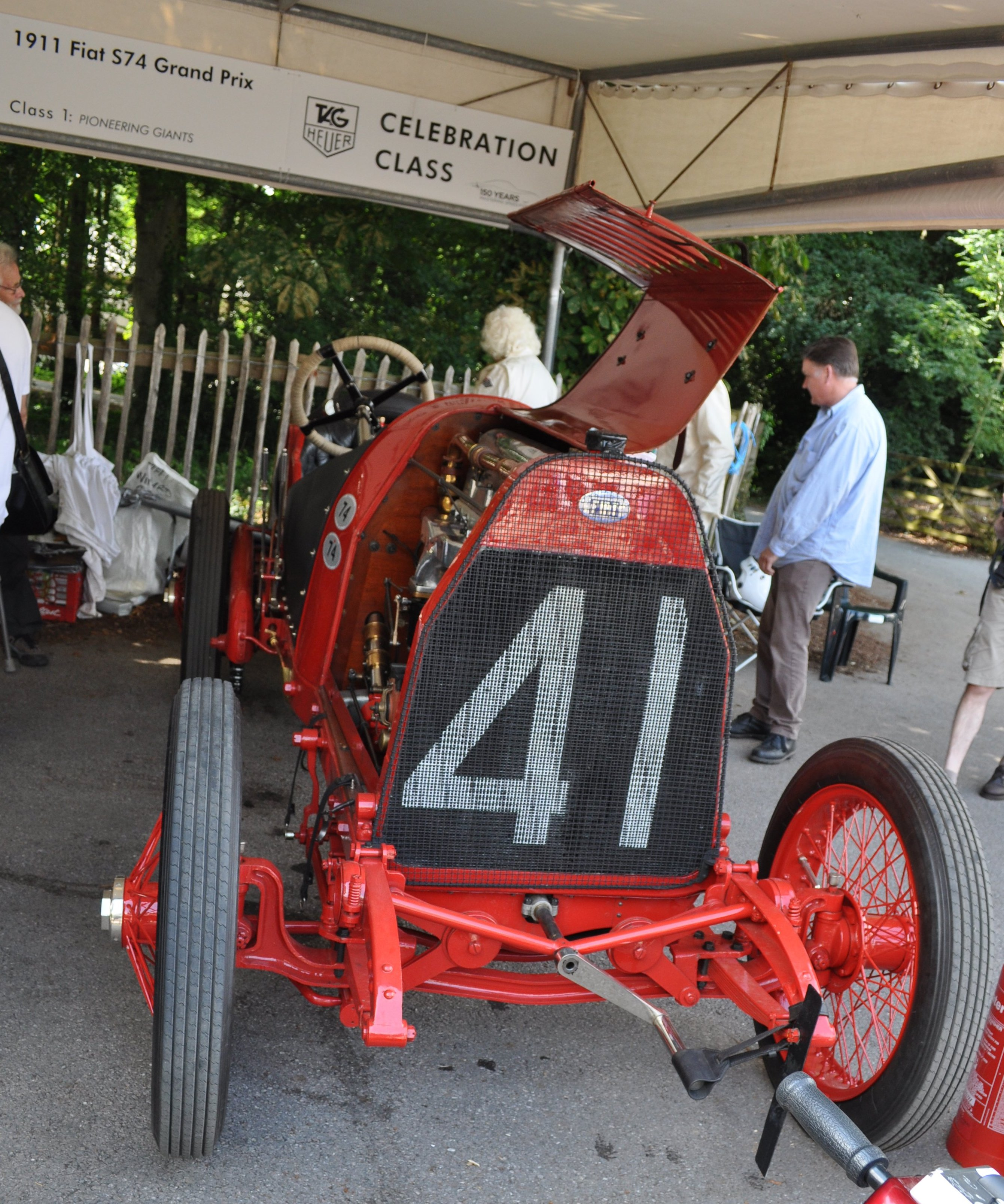
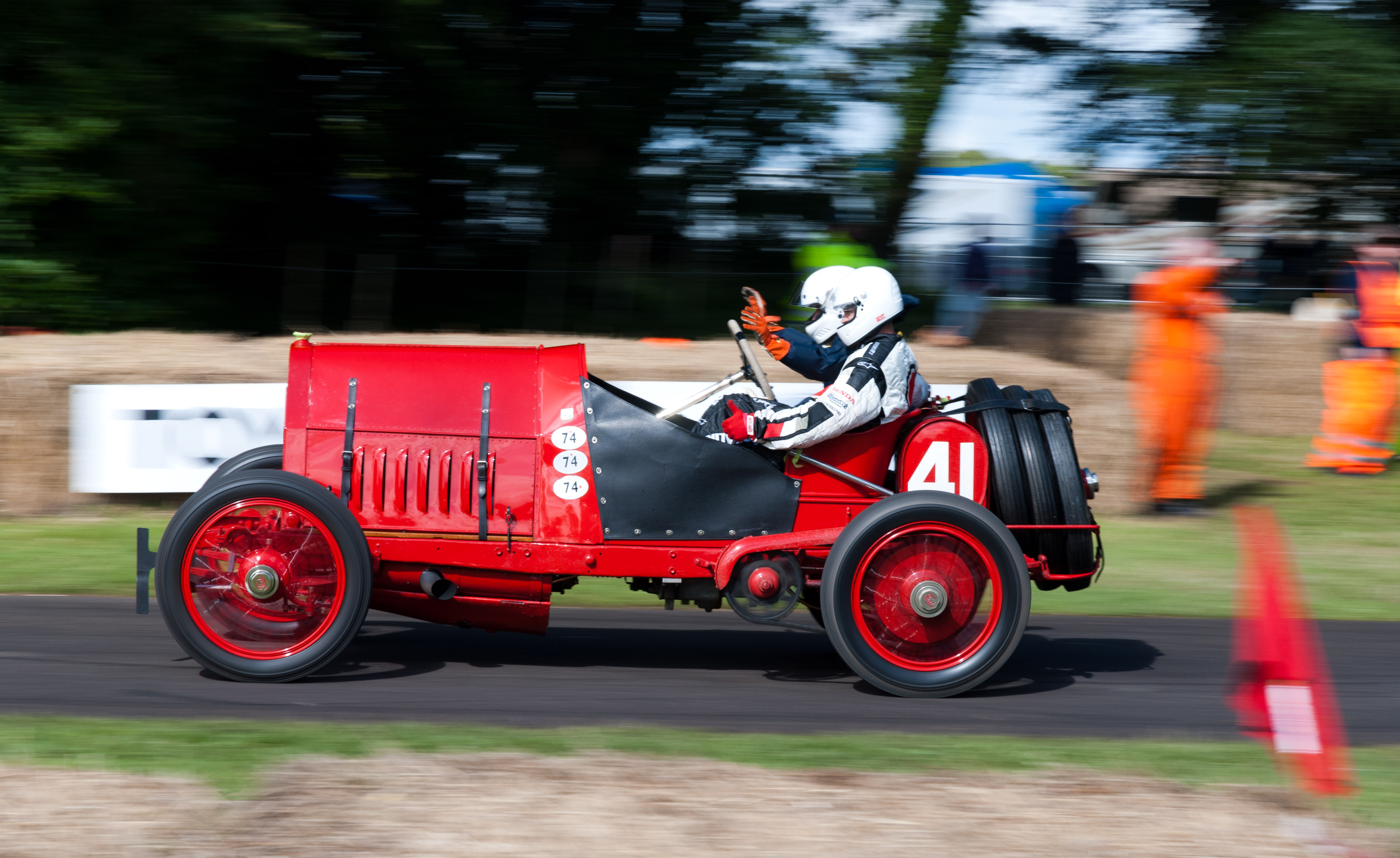
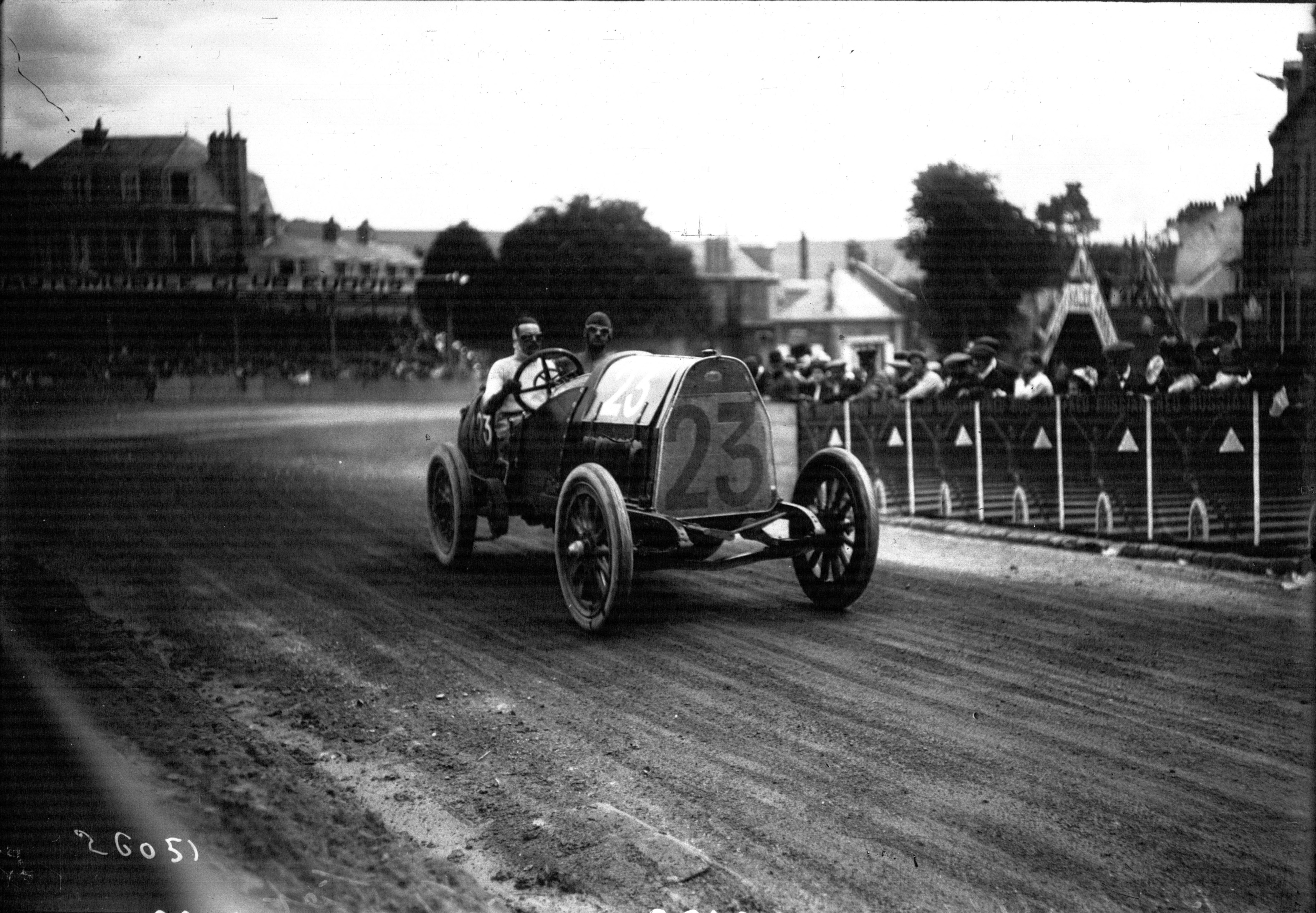
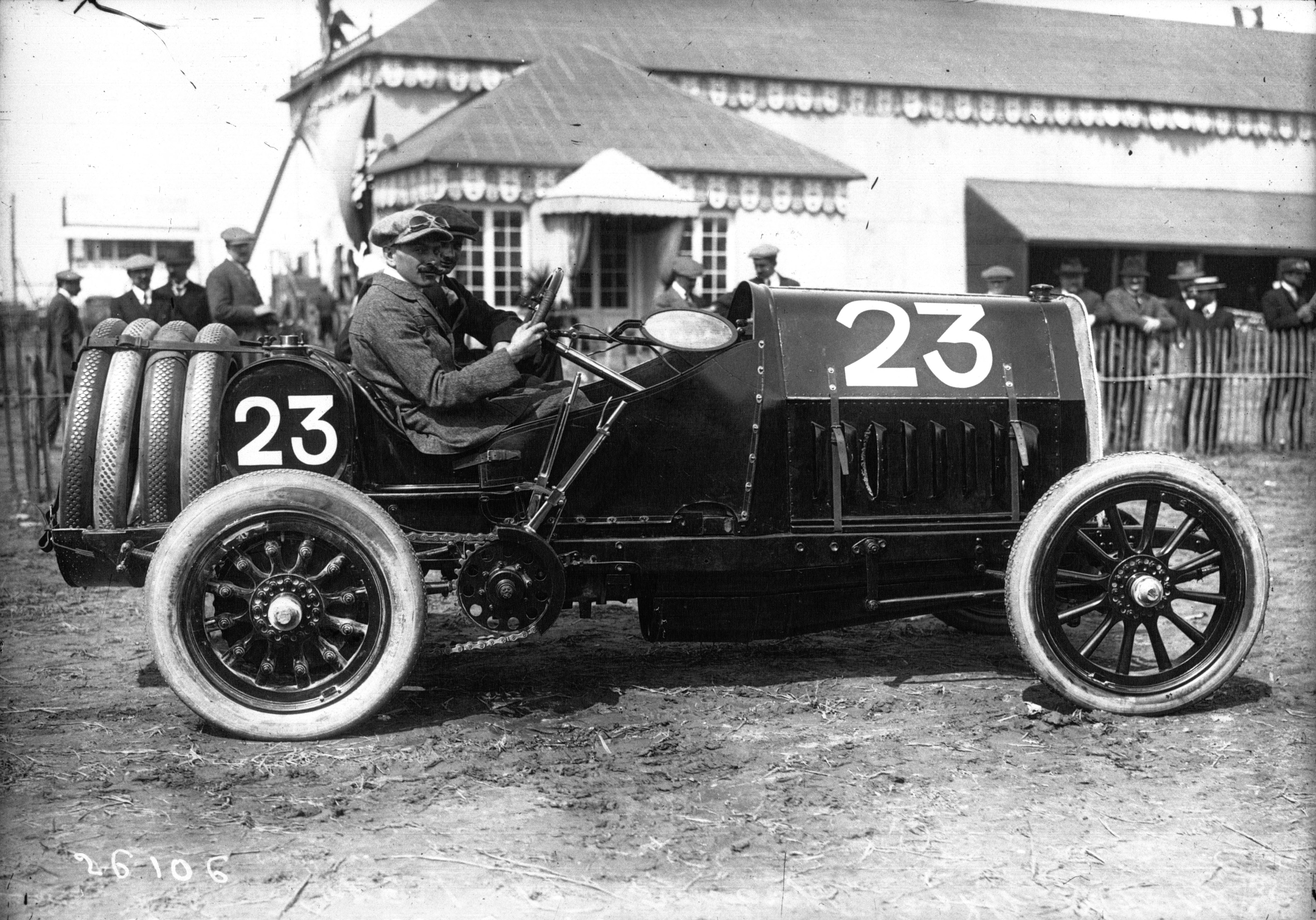
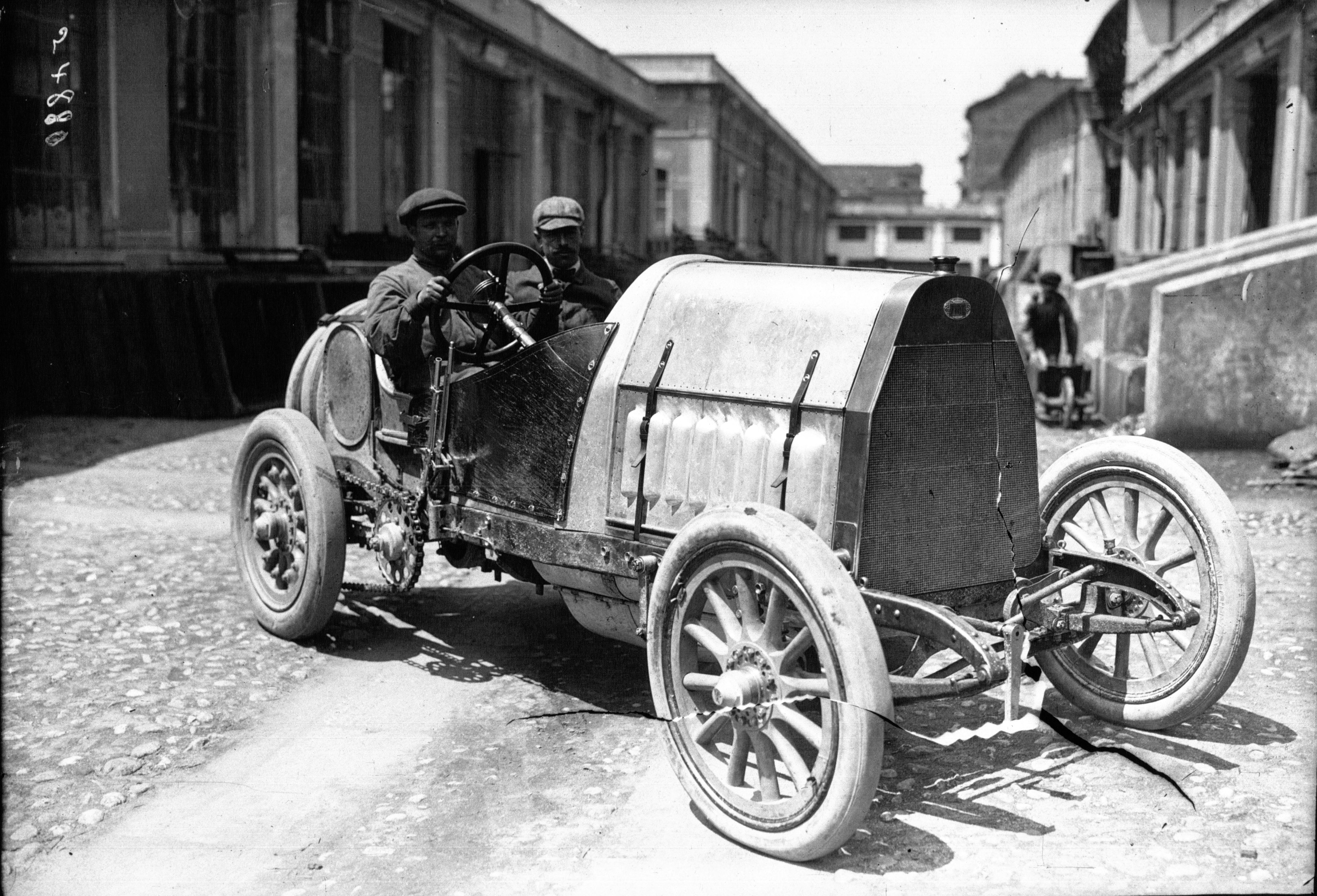
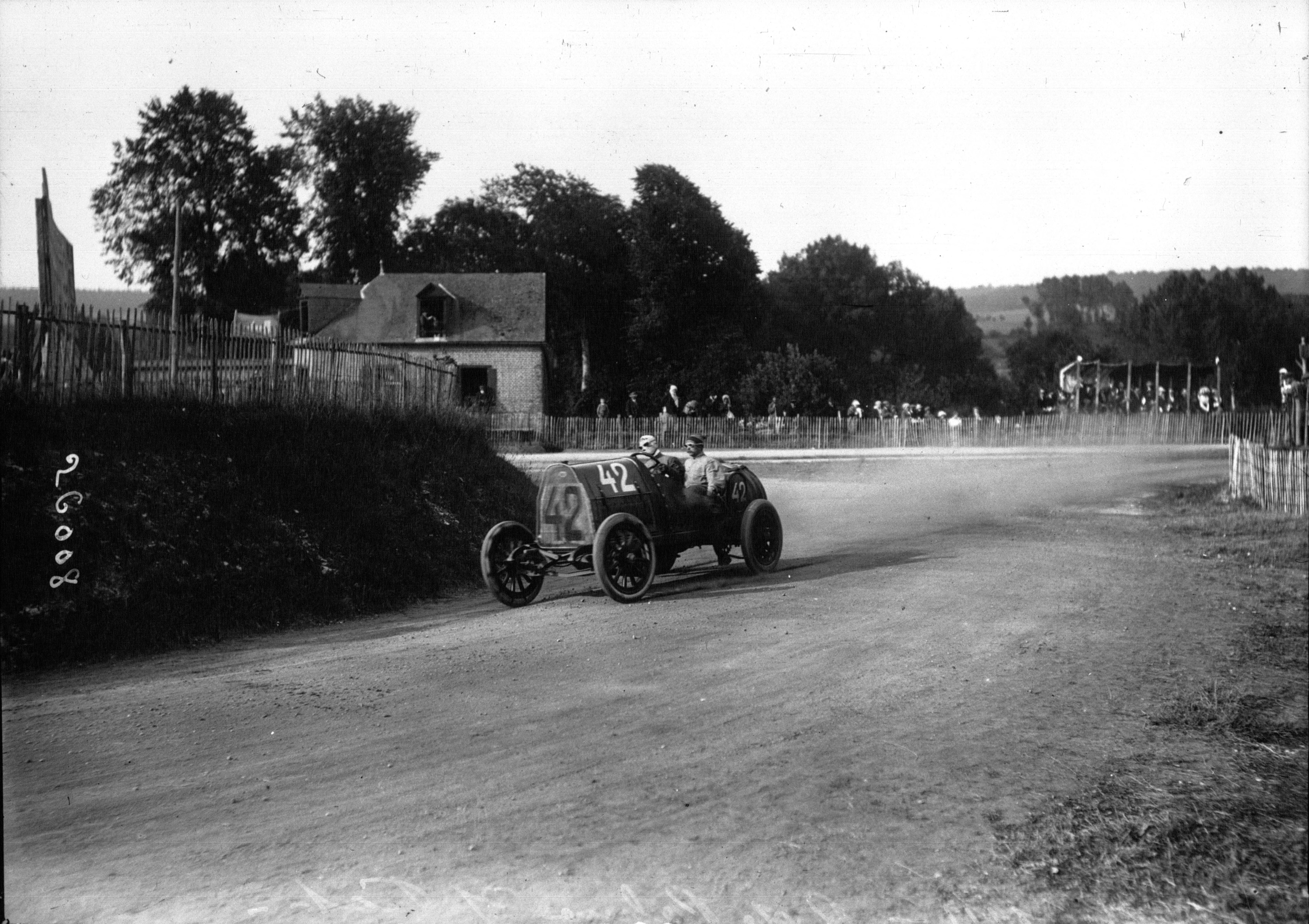
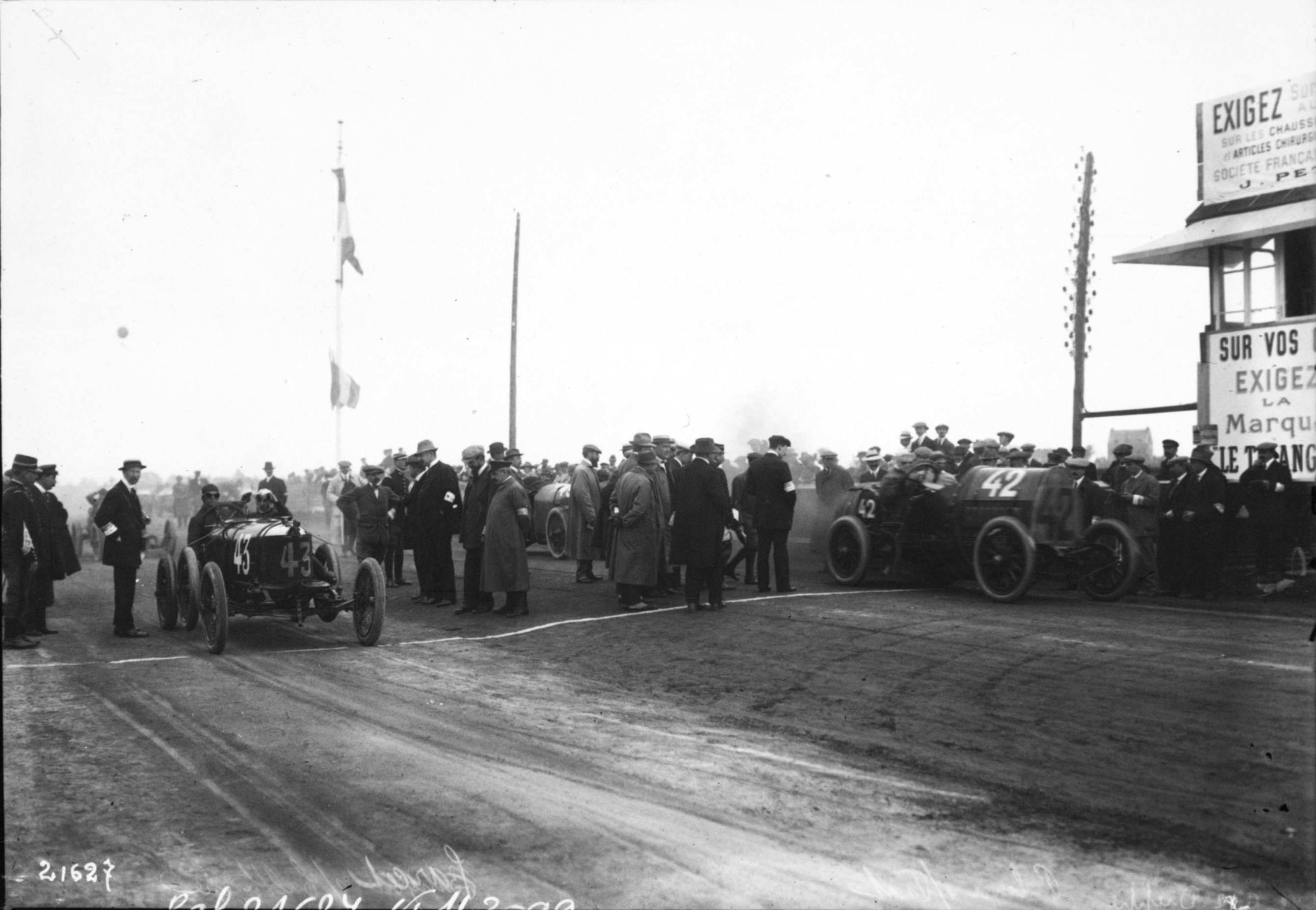
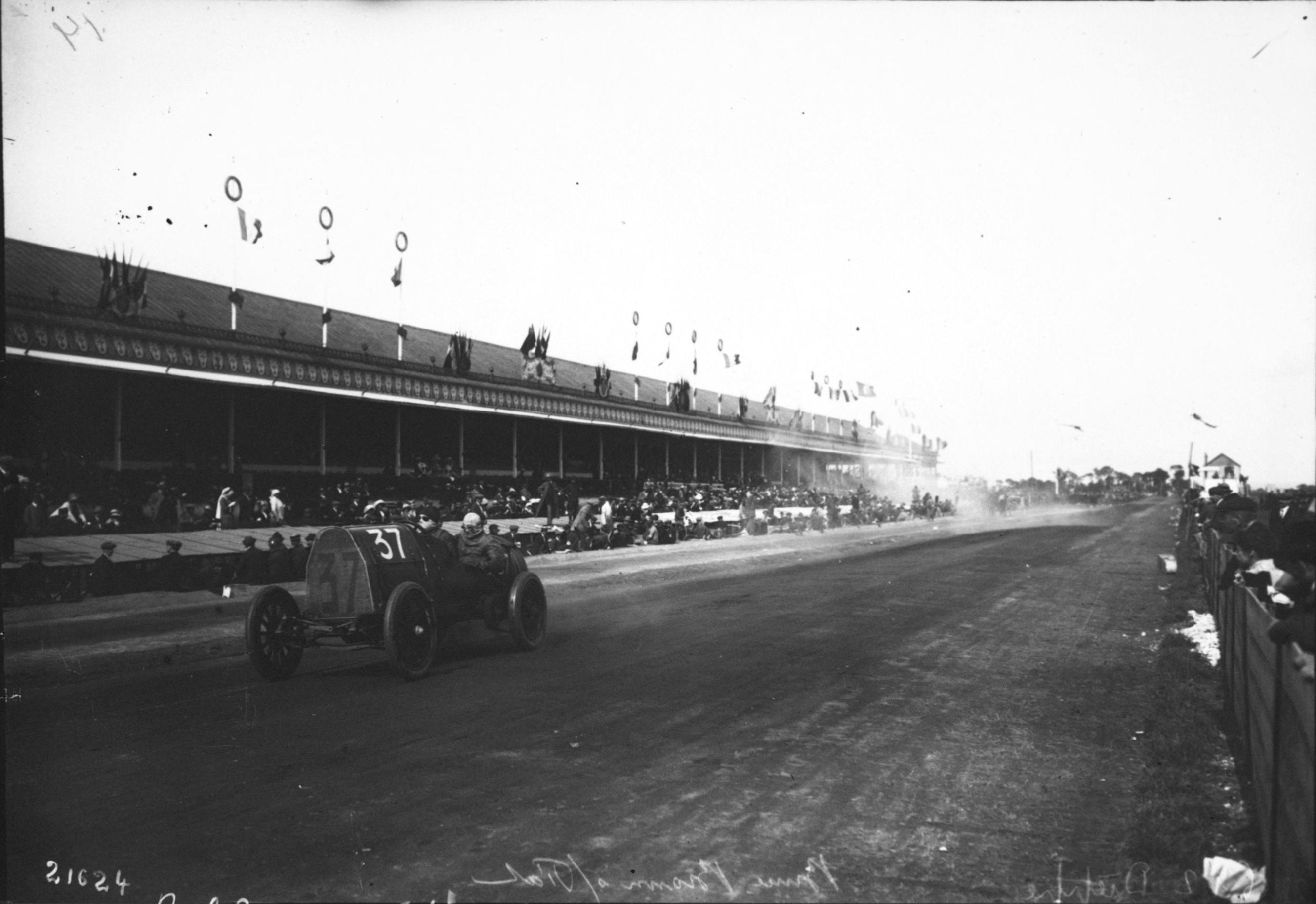
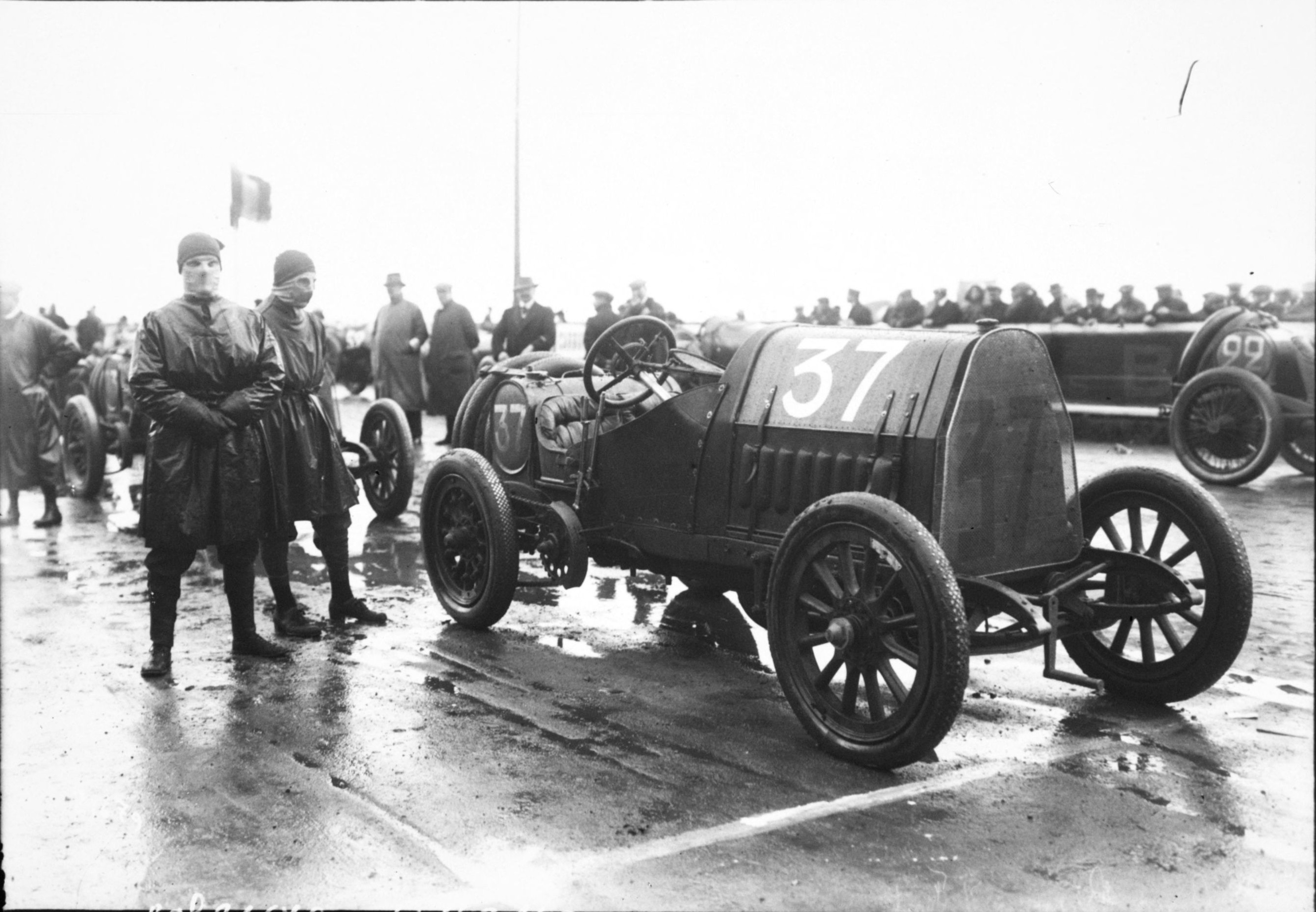
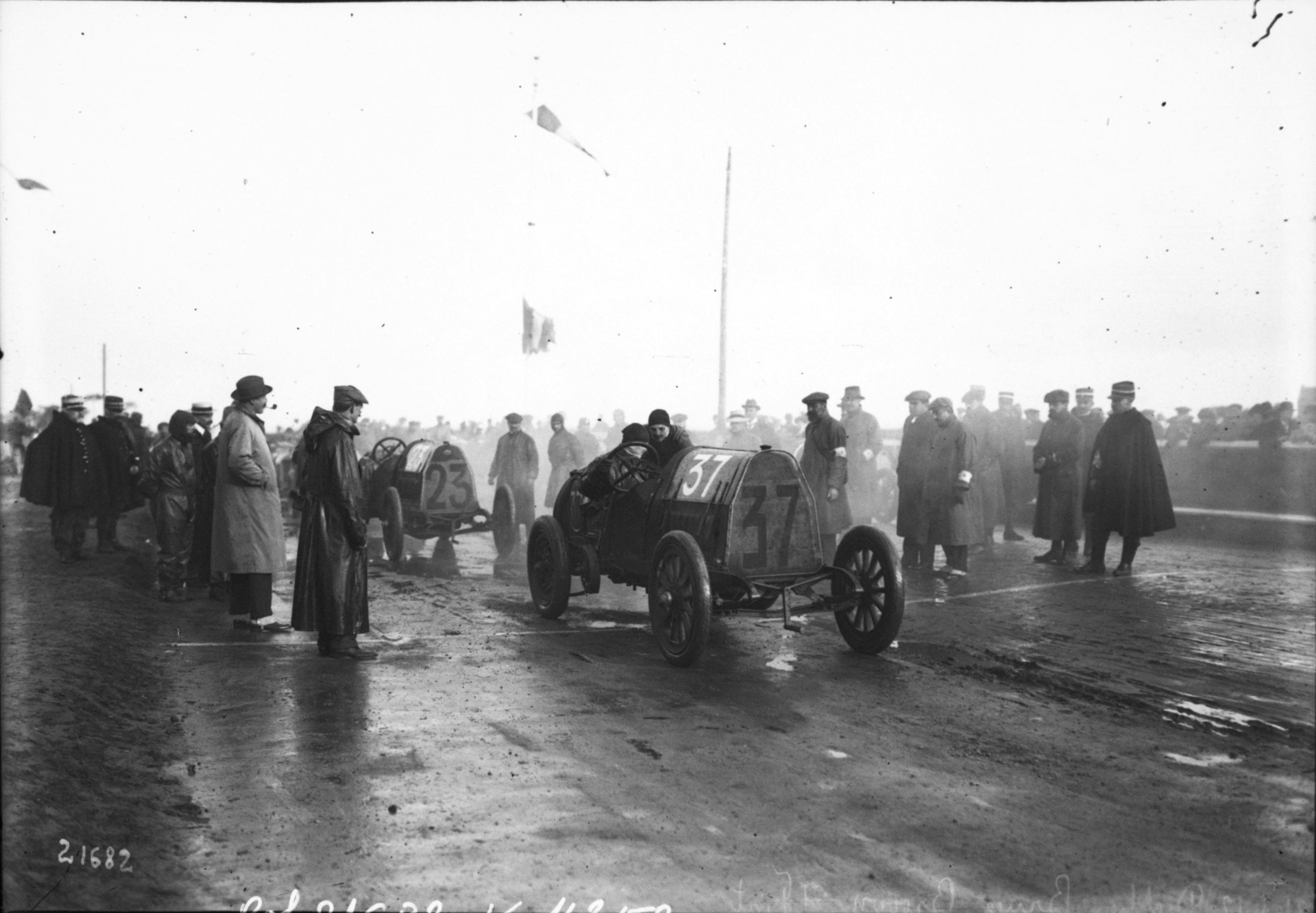
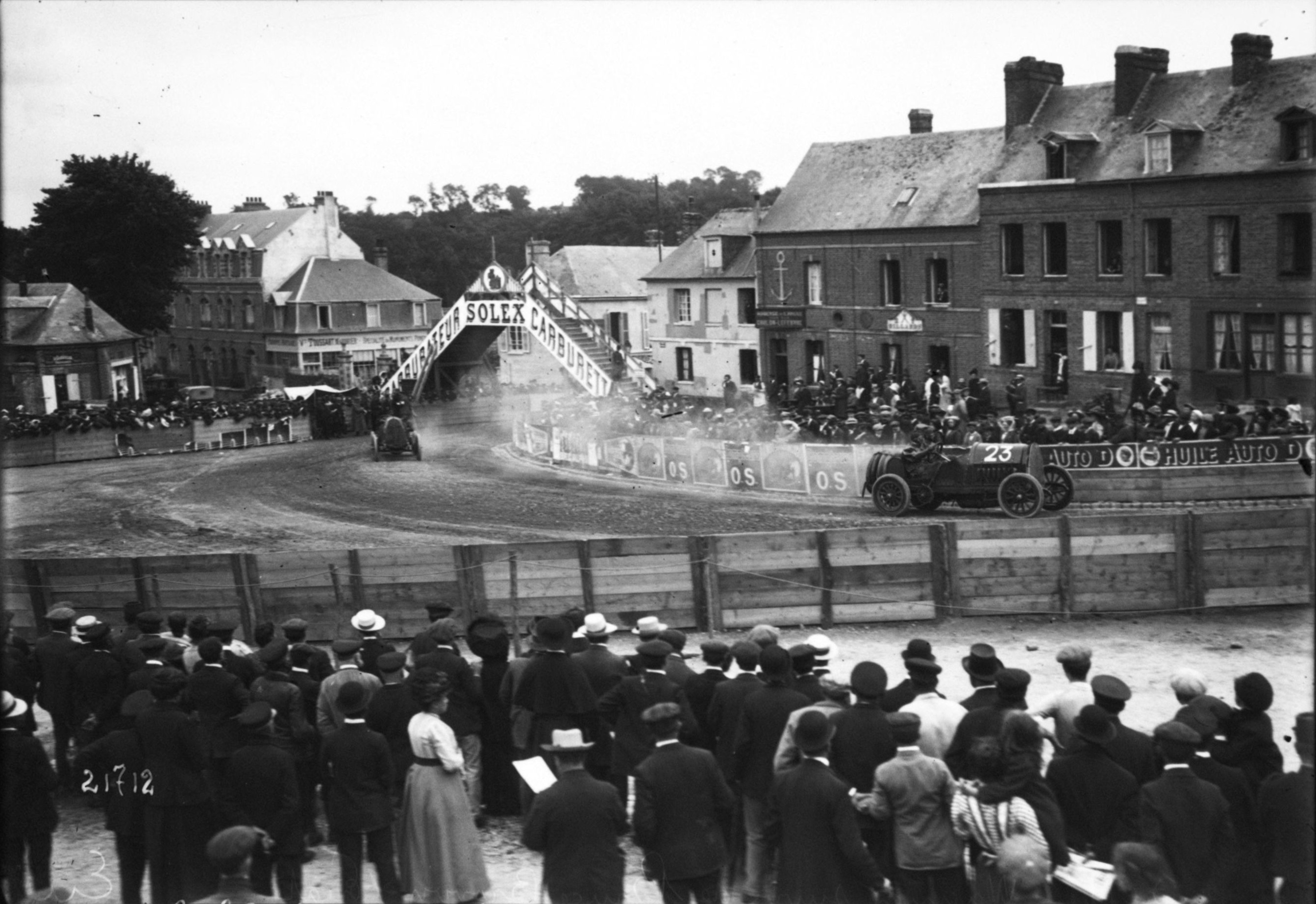
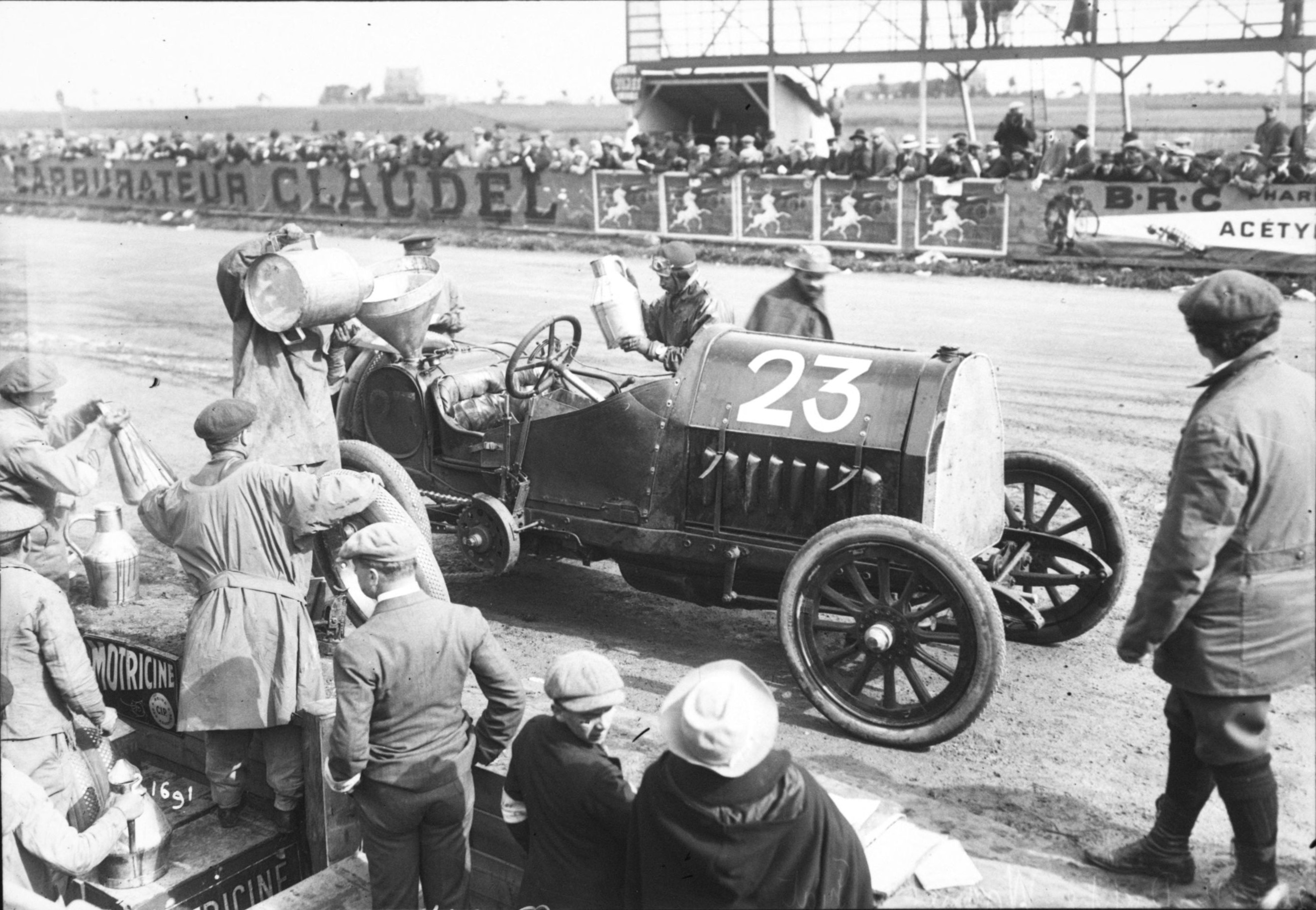
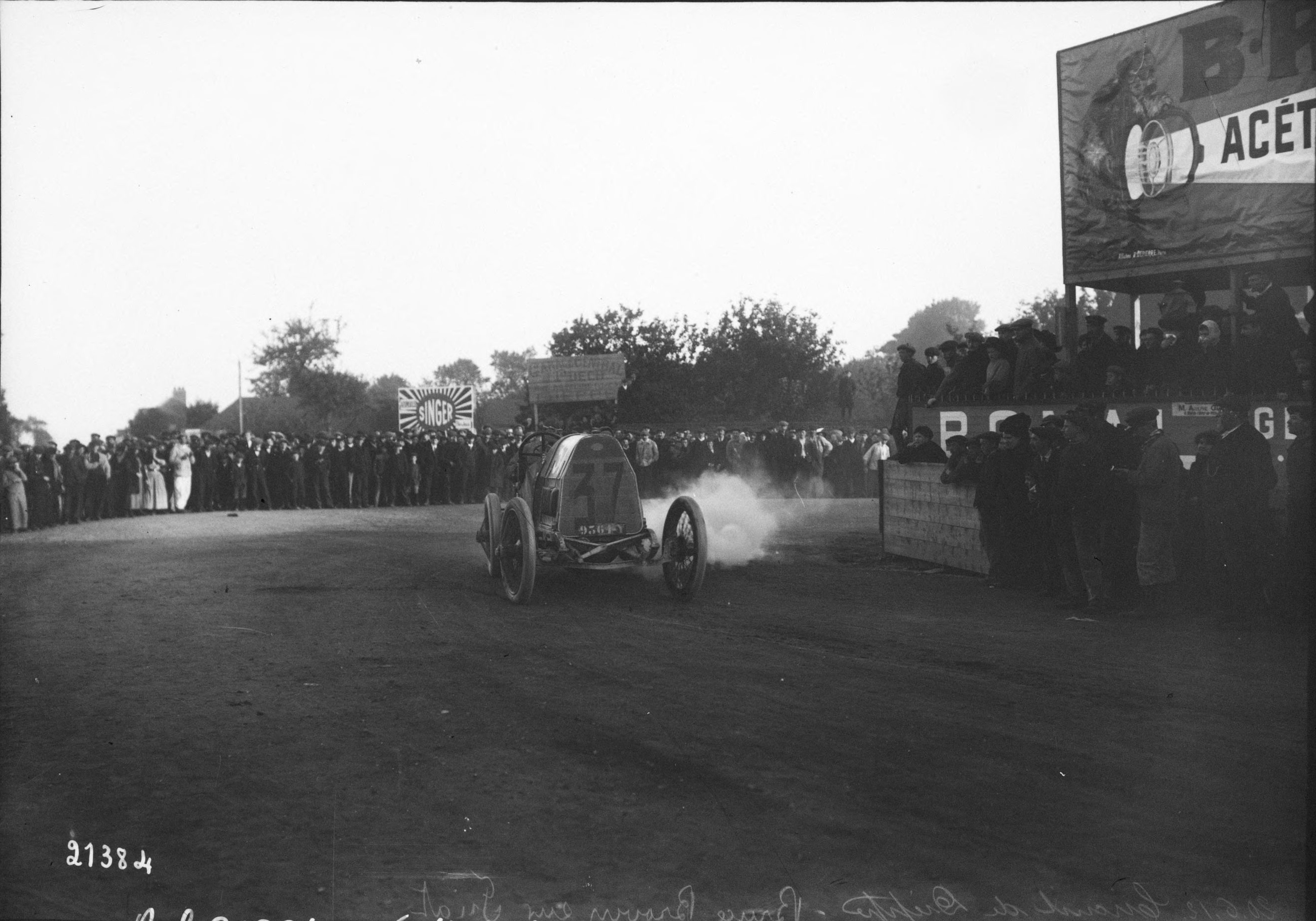
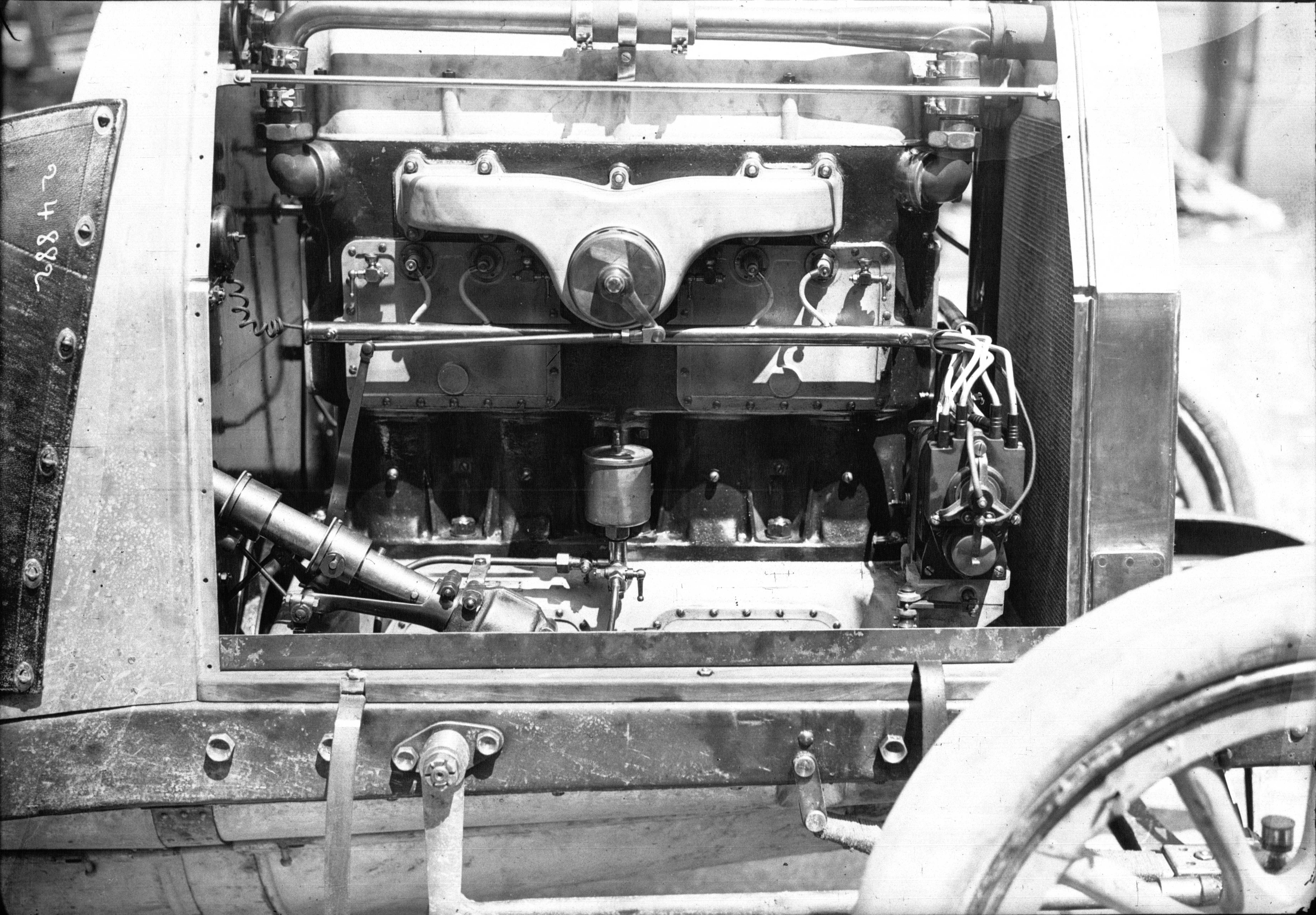
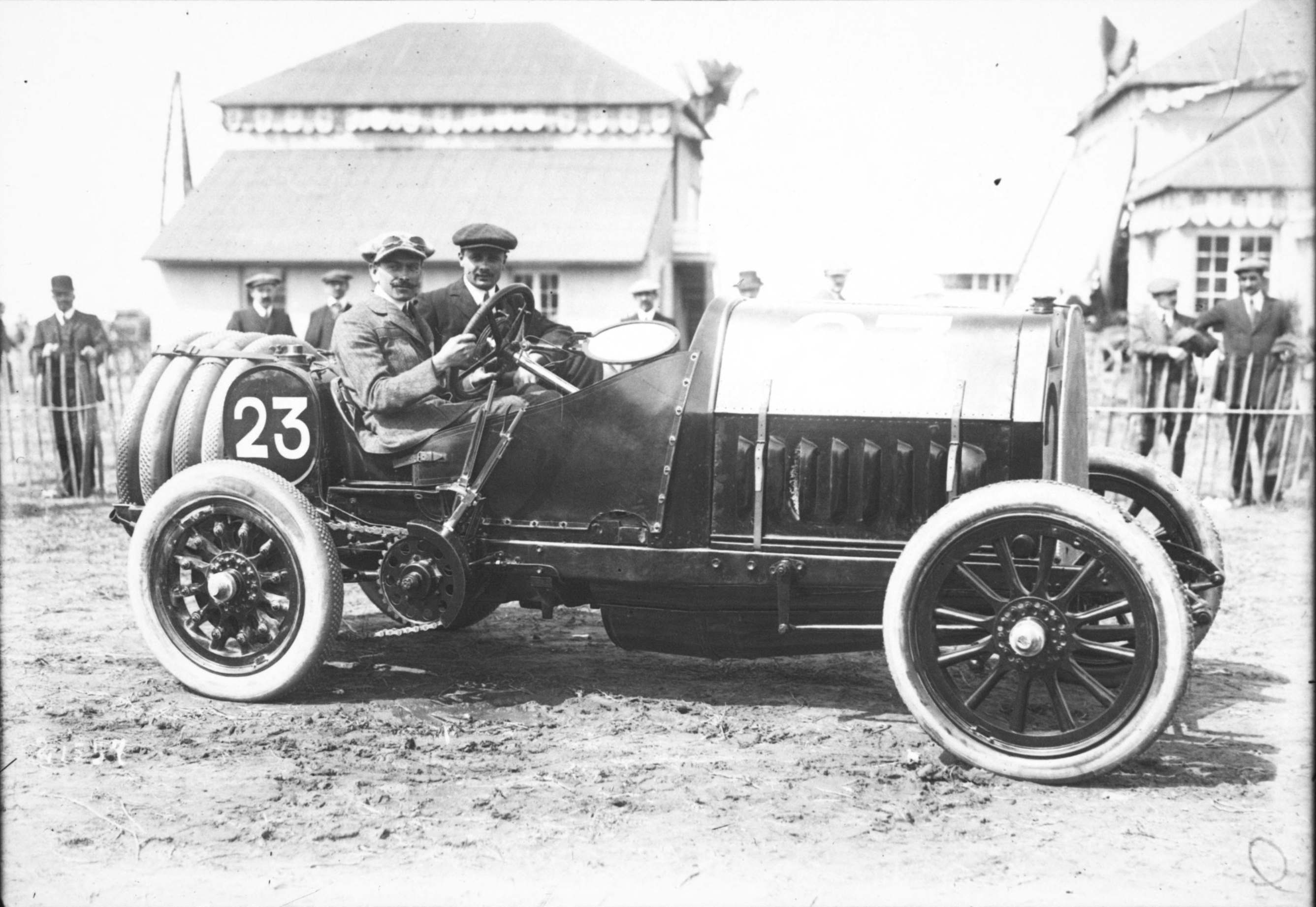
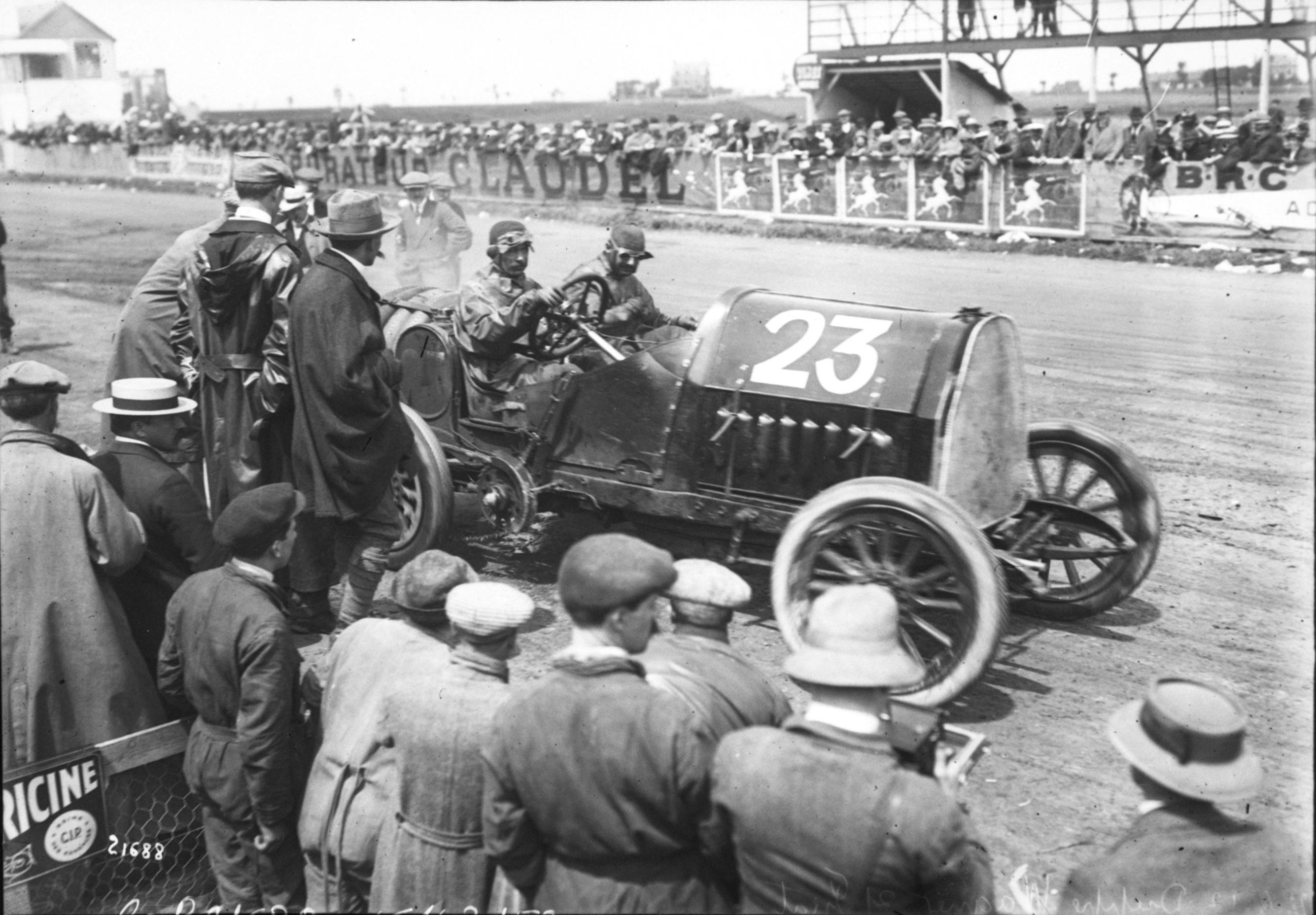
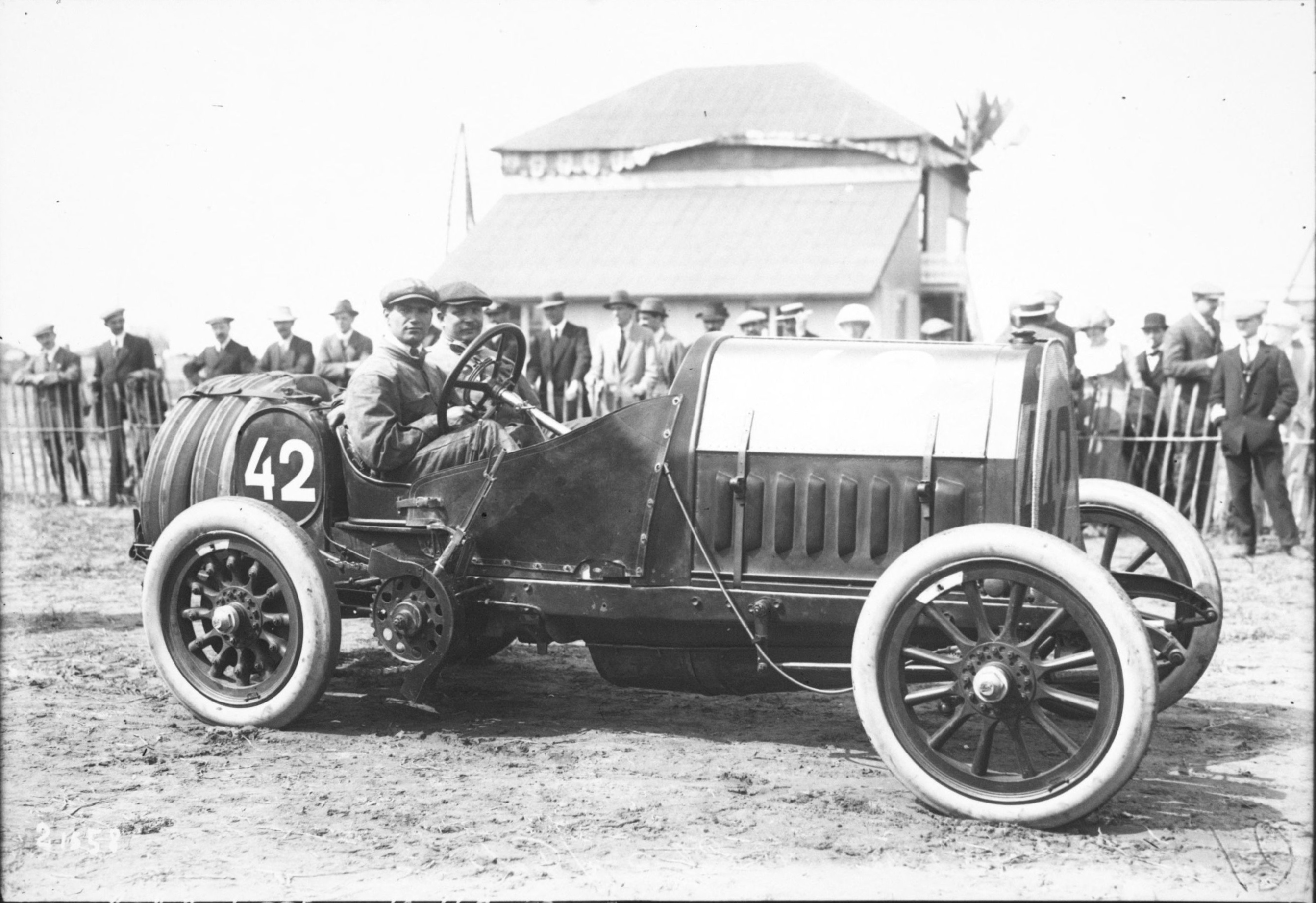
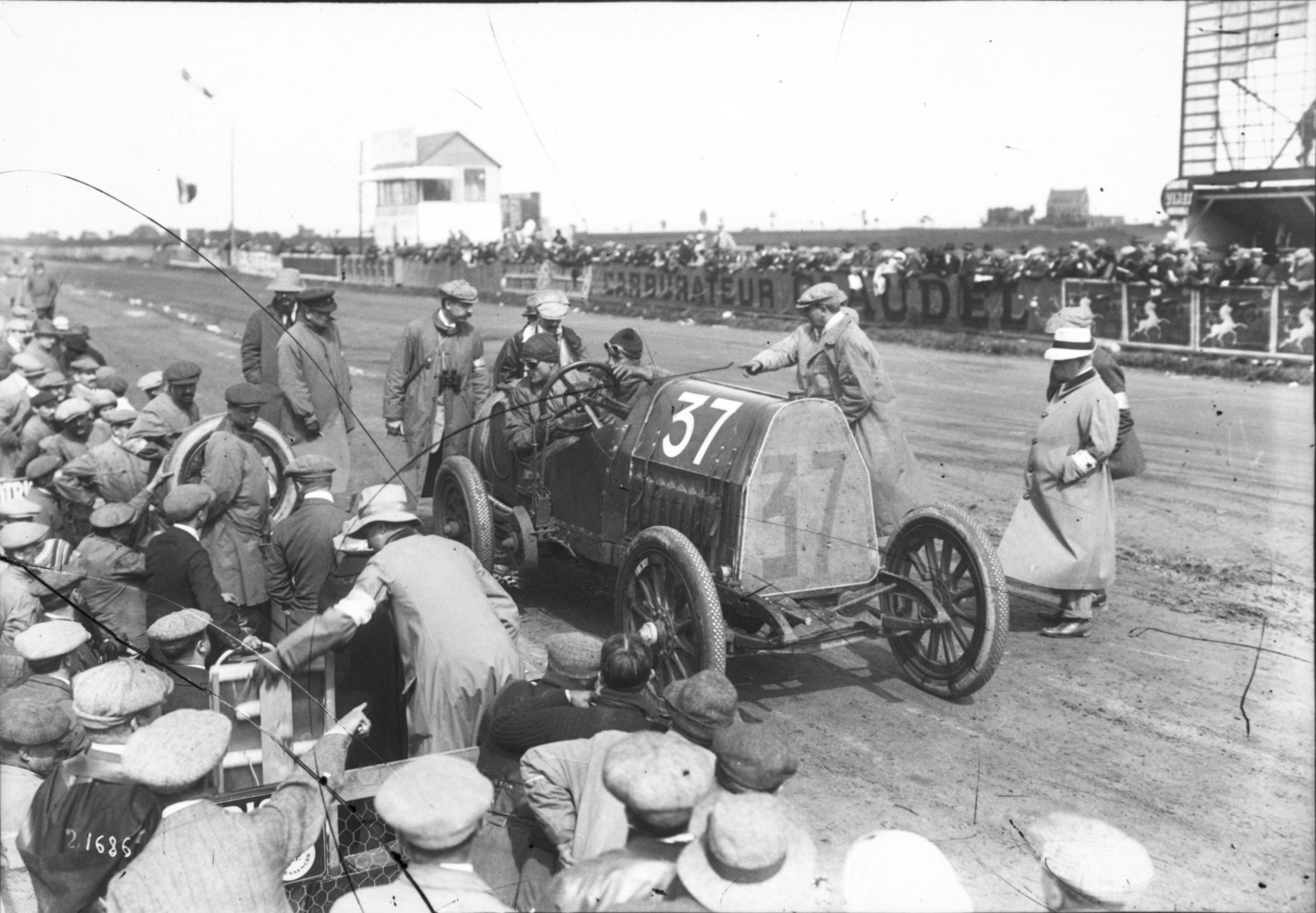